# Kiss Péter (matematikus)
Kiss Péter (Nagyréde, 1937. március 5. – Eger, 2002. március 5.) magyar matematikus, a matematikai tudományok kandidátusa (1980) a matematika doktora, a Magyar Tudományos Akadémia doktora (1999).

## Életpályája
1955–1959 között az ELTE TTK matematika–fizika szakos hallgatója volt. 1959–1971 között az egri Gárdonyi Géza Gimnázium tanára volt. 1971-től a Ho Si Minh, illetve az Eszterházy Károly Tanárképző Főiskola oktatója, matematika tanszékvezető főiskolai tanár volt. 1996-ban habitált. 1997-től egyetemi tanár volt.
Kutatási területe a diofantikus számelméleti problémák, rekurzív sorozatok, pszeudoprím számok. Csaknem 80 publikáció szerzője. Doktori tanácsadója volt olyan matematikusoknak, mint Mátyás Ferenc, Molnár Sándor, Zay Béla, Liptai Kálmán Csaba, Szalay László. Tagja volt a Bolyai János Matematikai Társulatnak, ahol különböző pozíciókat töltött be.

## Díjai
- Szent-Györgyi Albert-díj (1997)[2]

## Fordítás
- Ez a szócikk részben vagy egészben  a   Péter Kiss (mathematician) című angol Wikipédia-szócikk ezen változatának fordításán alapul.  Az eredeti cikk szerkesztőit annak laptörténete sorolja fel. Ez a jelzés csupán a megfogalmazás eredetét és a szerzői jogokat jelzi, nem szolgál a cikkben szereplő információk forrásmegjelöléseként.